# Georgia May Jagger
Georgia May Jagger (ur. 12 stycznia 1992) – brytyjska modelka, córka Micka Jaggera i Jerry Hall. Była twarzą kampanii Rimmel, Chanel Resort, H&M, Reserved, Hudson Jeans i Just Cavalli, pojawiała się na okładkach amerykańskiego i brytyjskiego Vogue, Elle, i-D Magazine oraz Harper's Bazaar, była twarzą kampanii Rimmel Cosmeticos od 2009 roku.